# Shichigahama
Shichigahama (七ヶ浜町, Shichigahama-machi) est un bourg du district de Miyagi, dans la préfecture de Miyagi, au Japon.

## Géographie

### Démographie
Au 1er décembre 2014, la population de Shichigahama s'élevait à 18 877 habitants répartis sur une superficie de 13,27 km2.

## Histoire
Le bourg de Shichigahama a été sérieusement endommagé par le tsunami engendré par le séisme de 2011 de la côte Pacifique du Tōhoku.

## Jumelage
- Plymouth (Massachusetts) (États-Unis) depuis 1990[1]